# Brique da Redenção

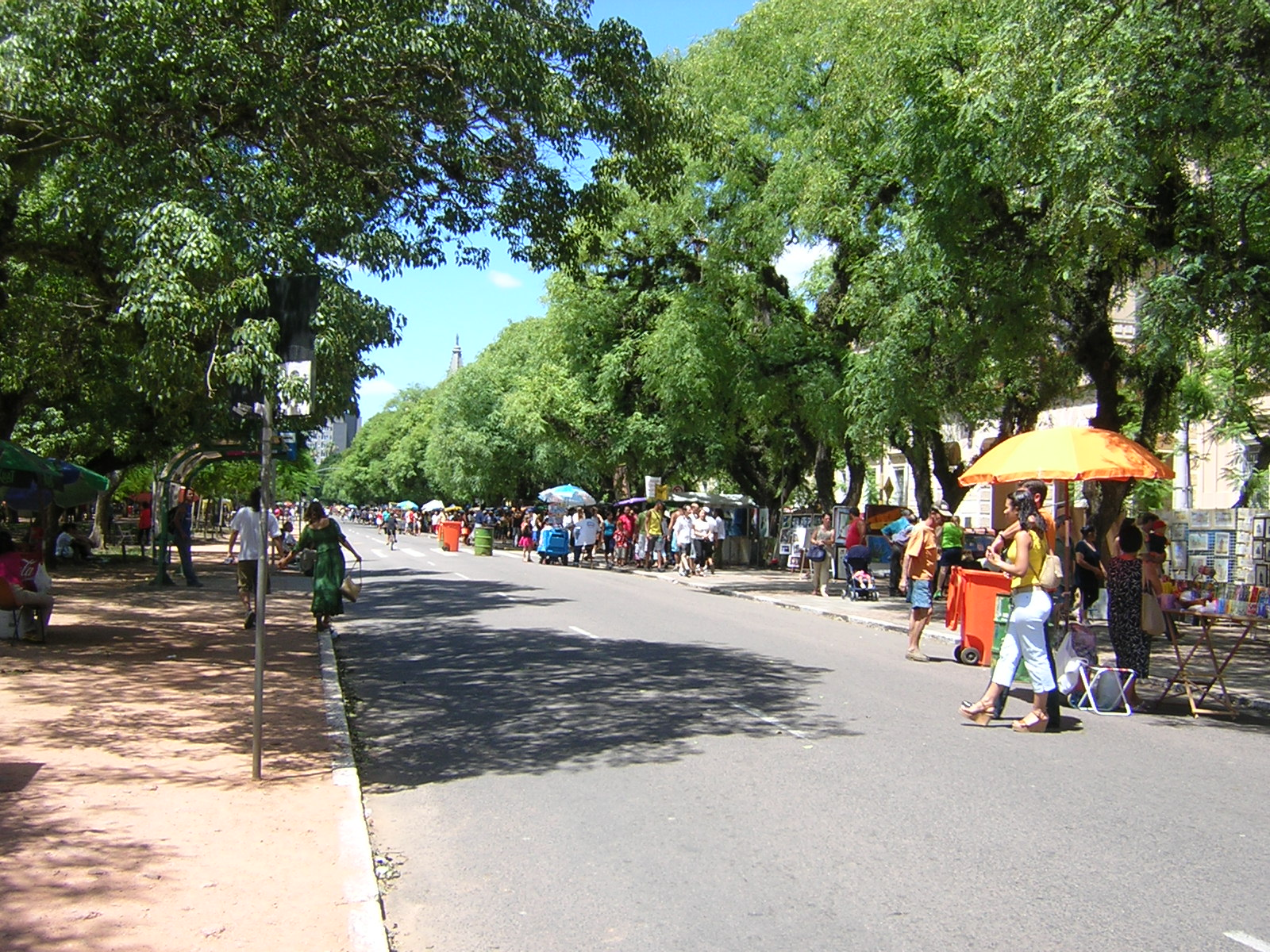
Panorama de la avenida José Bonifácio con el Brique da Redenção

El Brique da Redenção es una feria tradicional de artesanía, artes y antigüedades y, también, una atracción turística de la ciudad de Porto Alegre, Brasil. Se celebra desde 1978 todos los domingos en la avenida José Bonifácio junto al Parque da Redenção.  En el año 2005, el Brique fue declarado como patrimonio cultural del estado de Río Grande del Sur.